# Goran Smiljanić
Goran Smiljanić (Горан Смиљанић; sinh 31 tháng 1 năm 1990) là một cầu thủ bóng đá Serbia thi đấu cho Bežanija.